# Чемпионат Литвы по футболу 2005
А Лига 2005 (лит. A Lyga 2005) — 17-й сезон чемпионата Литвы по футболу со времени восстановления независимости Литвы в 1990 году. Он начался 12 апреля и закончился 9 ноября 2005 года.
Состав А Лиги был увеличен с 8 клубов до 10, поэтому по итогам прошлого сезона ни 1 команда не покинула элитный дивизион. Из I лиги в А Лигу вышли «Шяуляй» и «Невежис». Чемпионат проходил в 4 круга по системе «каждый с каждым».
Чемпион получил право стартовать в первом квалификационном раунде Лиги чемпионов, а клуб, занявший третье место, и «ФБК Каунас» (2-е место), как обладатель Кубка Литвы-2005, — в первом отборочном раунде Кубка УЕФА. Команда, занявшая четвёртое место, участвовала в Кубке Интертото с первого раунда.

## Турнирная таблица
| М  | Команда    | И  | В  | Н  | П  | Мячи     | ±   | О  | Примечания                                        |
| -- | ---------- | -- | -- | -- | -- | -------- | --- | -- | ------------------------------------------------- |
| 1  | Экранас    | 36 | 29 | 5  | 2  | 87 − 23  | +64 | 92 | 1-й квалификационный раунд Лиги чемпионов 2006/07 |
| 2  | ФБК Каунас | 36 | 26 | 4  | 6  | 89 − 25  | +64 | 82 | 1-й квалификационный раунд Кубка УЕФА 2006/07     |
| 3  | Судува     | 36 | 16 | 11 | 9  | 67 − 43  | +24 | 59 | 1-й квалификационный раунд Кубка УЕФА 2006/07     |
| 4  | Ветра      | 36 | 17 | 6  | 13 | 45 − 45  | 0   | 57 | Первый раунд Кубка Интертото 2006                 |
| 5  | Вильнюс    | 36 | 11 | 14 | 11 | 36 − 29  | +7  | 47 |                                                   |
| 6  | Шилуте     | 36 | 12 | 8  | 16 | 44 − 61  | −17 | 44 |                                                   |
| 7  | Атлантас   | 36 | 11 | 8  | 17 | 40 − 52  | −12 | 41 |                                                   |
| 8  | Жальгирис  | 36 | 11 | 8  | 17 | 40 − 52  | −12 | 41 |                                                   |
| 9  | Шяуляй     | 36 | 8  | 9  | 19 | 40 − 61  | −21 | 33 |                                                   |
| 10 | Невежис    | 36 | 0  | 5  | 31 | 18 − 115 | −97 | 5  |                                                   |

И — игры, В — выигрыши, Н — ничьи, П — проигрыши, Мячи — забитые и пропущенные голы, ± — разница голов, О — очки